# Kulturschock Zelle
Das selbstverwaltete Zentrum Kulturschock Zelle (traditionell vor Ort meist verkürzt als „Zelle“ bezeichnet) ist ein ursprünglich 1968 als Galerie Zelle gegründetes Jugend- und Kulturzentrum in Reutlingen. Es ist damit eines der ältesten bis in die Gegenwart bestehenden autonomen Zentren in Deutschland. In dem Zentrum finden Vorträge, Workshops, Kunstaktionen, Partys und Konzerte statt. Der Trägerverein ist der Kulturschock Zelle e.V. Die Zelle ist anerkannter Träger der außerschulischen Jugendbildung und sieht ihren Auftrag in der „Förderung der sozialen Kompetenzen, wie Verantwortungsbewusstsein und Eigeninitiative“.
In der Zelle spielten Bands wie Feine Sahne Fischfilet, die Beatsteaks und andere.

## Geschichte
Die Anfänge des selbstverwalteten Zentrums in der schwäbischen Kreisstadt Reutlingen gehen auf die 1968 gegründete Galerie Zelle zurück. Der Kulturschock Zelle als eingetragener Verein wurde in diesem Jahr gegründet und betrieb die Galerie im ehemaligen Lagerhaus von Samen-Sprandel (Ecke Karlsstraße/Unter den Linden). Bei der Eröffnungsveranstaltung am 6. Juli 1968 spielte das Trio Brötzmann bei der Vernissage. In dem Laden in der Lederstraße fanden Lesungen und Konzerte statt, Bilder wurden ausgestellt und Filme gezeigt. Im Zuge der Studentenbewegung wandelte sich die „Antigalerie“ Ende der 1960er Jahre zum Kulturzentrum „Zelle“. 1983 wurde das ganze Viertel um den Standort abgerissen, um die neue Hauptpost und ein Bankgebäude zu bauen. So zog die „Zelle“ in eine ehemalige Lackiererei in der Straße „Obere Wässere“ und prägte fortan die kulturelle Landschaft Reutlingens mit.
Die Stadtverwaltung plante jedoch eine Kernstadterweiterung und damit auch den Abbruch des Gebäudes der „Zelle“. Es folgte ein jahrelanger Kampf um neue Räumlichkeiten mit Solidaritäts-Aktionen in Reutlingen für die Zelle. Nach langen Verhandlungen entschied sich der Immobilienunternehmer Schöler zusammen mit der Stadt für einen Neubau für die Zelle auf der Echazinsel, um so das alte Gebäude abreißen zu können. Seit 1996 ist die Zelle in dem hallenartigen Gebäude in der Albstraße neben einer Durchgangsstraße untergebracht. Die Stadt schloss einen Mietvertrag mit zehnjähriger Laufzeit und gewährte einen Mietzuschuss.
Die „Zelle“ engagierte sich bei Initiativen gegen den Bau des als überdimensional und unnötig angesehenen Kultur- und Kongresszentrums in Reutlingen 2012 forderte die Stadt Reutlingen eine Gaststättenkonzession von dem Verein. Der Trägerverein Kulturschock Zelle e.V. wies darauf hin, dass zwar Umsatz, aber kaum Gewinn mit dem laufenden Betrieb des Zentrums gemacht würde. Mit den Auflagen sei das Zentrum schwerlich aufrechtzuerhalten. Der Verein legte beim Verwaltungsgericht Sigmaringen Beschwerde ein, weil er anzweifelte, dass die städtische Verfügung nach einer Gaststättenkonzession für ein selbstverwaltetes Zentrum wie die Zelle rechtmäßig sei.
Der Streit eskalierte weiter und schließlich wurde 2014 ein Kompromiss ausgearbeitete, der dem Verwaltungsgerichtshof des Landes Baden-Württemberg in Mannheim als Vergleich vorgelegt wurde. Er sieht vor, dass die Stadt Reutlingen auf eine allgemeine Schanklizenz für den Betrieb der Zelle verzichtet, der Verein diese nur in Ausnahmefällen beantragen muss, etwa für Veranstaltungen, für die er mehr als fünf Euro Eintrittsgeld erhebt. Die Zelle verpflichtete sich im Gegenzug städtischen Amtspersonen Zutritt zu öffentlichen Veranstaltungen in dem Zentrum zu gewähren. Zudem wurde ein Konzept für den Jugendschutz und die Drogenprävention ausgearbeitet.
Wegen Verstößen gegen Lärmschutzbestimmungen, Brandschutzauflagen sowie Verweigerung des Polizeizutritts zum Gelände gibt es immer wieder Auseinandersetzungen mit städtischen Ämtern. So wurde 2016 ein Bußgeldbescheid gegen Veranstalter und Vereinsvorstand nach einer Techno-Party am Amtsgericht Reutlingen verhandelt.

## Veröffentlichungen
- Kulturschock Zelle (Hrsg.): Unsere Wünsche sind Erinnerungen an die Zukunft: 1968, 20 Jahre freier Fall, das autonome Kulturzentrum Zelle, 1988; [das Buch zu 20 Jahren Kulturschock]. Trotzdem-Verlag, Grafenau 1989
- Galerie Zelle: Was Sie schon immer wissen wollten, Reutlingen 1981
- Zeitung der Galerie Zelle März–Dez. 1978, Jan. 1979; Statt-Bild: Stadtzeitung für Reutlingen, Galerie Zelle, März 1979 – April 1980 (= Nr. 1–19)